# Grupo Outubro
Carlos Alberto Moniz, Pedro Osório, Alfredo Vieira de Sousa, Madalena Leal e Maria do Amparo foram os fundadores do Grupo Outubro, em 1974.
Lançaram os álbuns "A Cantar Também a Gente se Entende" (Diapasão, 1976) e "Cantigas de Ao Pé da Porta" (Diapasão, 1977).

## Músicas
- Força, Força, Companheiro Vasco. Música que, no Verão Quente, evocava o chavão de apologia ao V governo provisório criado pela 5ª Divisão do Estado Maior das Forças Armadas,[1] "declaradamente ao serviço de Vasco Gonçalves".[2]
- Quem Não Trabalha Não Come
- A Luta Vai Ser Dura Companheiro
- A Gente Não Vai Ficar Parada
- Daqui O Povo Não Arranca Pé
- Os Senhores Da Guerra